# Our Earthly Pleasures
Our Earthly Pleasures (с англ. — «Наши земные наслаждения») — второй студийный альбом британской рок-группы Maxïmo Park. Он был выпущен 2 апреля 2007 года в Великобритании (и 8 мая 2007 года в США) лейблом Warp Records. Перед этим был выпущен сингл «Our Velocity», вышедший двумя неделями ранее, 19 марта 2007 года. Альбом получил положительные отзывы музыкальной критики и интернет-изданий, а также получил золотую сертификацию в Великобритании.

## История
Подробная информация об альбоме, включая трек-лист, была опубликована на сайте NME 22 января 2007 года, а также на официальном сайте группы. Утечка информации об альбоме произошла в марте 2007 года в различных местах интернета.
Вокалист Пол Смит утверждает, что название альбома проистекает из идеи о том, что нас объединяет наш опыт, и что несколько треков были написаны для воплощения конкретных человеческих эмоций. Название альбома встречается в тексте песни «Russian Literature».
«Опять этот локон волос, который не хочет сидеть на месте.
Наши земные удовольствия отвлекают нас против нашей воли»

## Отзывы
| Совокупная оценка | Совокупная оценка |
| Источник          | Оценка            |
| ----------------- | ----------------- |
| Metacritic        | 67/100            |
| Оценки критиков   |                   |
| Источник          | Оценка            |
| AllMusic          | [ 5 ]             |
| Drowned in Sound  | 7/10              |
| The Guardian      | [ 7 ]             |
| NME               | 6/10              |
| Pitchfork Media   | 6.3/10            |
| Rolling Stone     | [ 10 ]            |

Альбом получил положительные отзывы музыкальной критики и интернет-изданий. На Metacritic, сайте-агрегаторе рецензий, который собирает рецензии из основных изданий и выставляет средневзвешенный балл из 100, альбом получил 75 баллов на основе нескольких рецензий критиков. Эта оценка означает «в целом положительное мнение».
Rolling Stone (p. 62) — 3,5 звезды из 5 — «Второй альбом британской инди-группы отличается усиленным звуком и все более блестящими, не слишком претенциозными жемчужинами вроде „Girls Who Play Guitars“».
Spin (стр. 86) — 3 звезды из 5 — «Maximo Park привнесли в свой второй альбом множество узнаваемых искр и смекалки…. пластинка едва останавливается, чтобы перевести дух».
BBC — 3 звезды из 5 — «Это, безусловно, альбом, вызывающий видения безумного летнего гедонизма: его динамика рассчитана на бессистемные прыжки в толпе, один потный кулак поднят вверх, а другой хватается за пластиковый стаканчик с теплым пивом. Bring It On».
Выпущенный в апреле 2007 года, альбом оказался успешным и достиг второго места в чартах Великобритании после альбома Kings of Leon Because of the Times.

## Список композиций
Все тексты написаны Paul Smith, вся музыка написана Duncan Lloyd, кроме указанных.
| №   | Название                              | Длительность |
| --- | ------------------------------------- | ------------ |
| 1.  | «Girls Who Play Guitars»              | 3:12         |
| 2.  | «Our Velocity»                        | 3:20         |
| 3.  | «Books from Boxes»                    | 3:28         |
| 4.  | «Russian Literature» (Lukas Wooller)  | 3:07         |
| 5.  | «Karaoke Plays»                       | 4:08         |
| 6.  | «Your Urge» (Wooller)                 | 3:57         |
| 7.  | «The Unshockable» (Lloyd, Wooller)    | 3:16         |
| 8.  | «By the Monument» (Smith)             | 2:59         |
| 9.  | «Nosebleed»                           | 3:25         |
| 10. | «A Fortnight's Time»                  | 3:01         |
| 11. | «Sandblasted and Set Free»            | 3:58         |
| 12. | «Parisian Skies» (Archis Tiku, Lloyd) | 3:56         |

| №   | Название                | Длительность |
| --- | ----------------------- | ------------ |
| 13. | «Pride Before a Fall»   | 3:14         |
| 14. | «Distance Makes» (Tiku) | 2:12         |

| №   | Название        | Длительность |
| --- | --------------- | ------------ |
| 13. | «Robert Altman» | 2:23         |

## Позиции в чартах
| Чарт (2007)                       | Высшая позиция |
| --------------------------------- | -------------- |
| Австралия (ARIA)                  | 61             |
| Австрия (Ö3 Austria)              | 50             |
| Бельгия/Фландрия (Ultratop)       | 88             |
| Нидерланды (Album Top 100)        | 42             |
| Франция (SNEP)                    | 165            |
| Германия (Offizielle Top 100)     | 14             |
| Италия (Classifica album)         | 69             |
| Шотландия (Scottish Albums Chart) | 5              |
| Швейцария (Schweizer Hitparade)   | 34             |
| Великобритания (UK Albums Chart)  | 2              |

## Сертификации
| Регион                                                      | Сертификация | Продажи  |
| ----------------------------------------------------------- | ------------ | -------- |
| Великобритания (BPI)                                        | Золотой      | 100 000^ |
| ^ Данные о тиражах приведены только на основе сертификации. |              |          |